# Хван Сун Вон
Хван Сун Вон (кор. 황순원; 26 марта 1915, Корея — 14 сентября 2000) — корейский поэт и прозаик.

## Биография
Хван Сун Вон родился в Тэдоне в провинции Пхёнан-Намдо (сегодня территория КНДР), в период японского правления. Хван Сун Вон дебютировал ещё школьником, опубликовав в журнале "Восточный свет" в 1931 году свои стихи "Моя мечта" (Na-ui kkum) и "Не бойся, мой сын" (Adeura museowo Malla). В ноябре 1934 года, Хван Сун-Вон публикует свой первый сборник стихов под названием "Петь в полный голос" (Bangga). В 1936 году Хван Сун Вон поступил в университет Васэда в Японии. В университете исатель изучал английский язык. Во время своего обучения в Васэда, он основал театральную труппу под названием "Студенты из Токио в искусстве" (Donggyeong haksaeng yesuljwa).
После разделения Кореи писатель переехал на юг, где стал профессором университета Кёнхи.
Хван Сун Вон являлся членом Национальной академии искусств и профессором университета Кёнхи, но никогда не состоял на государственной службе и отказался от присуждения ему ученой степени доктора наук. В 1996 году писатель отказался от правительственной награды – Ордена за вклад в развитие культуры. Хван Сун Вон умер в сентябре 2000 года.

## Творчество
Хван Сун Вон опубликовал свой первый рассказ ("Уличное наречие") в 1937 году.  Один за другим появляются рассказы "Звезда" и "Тень". Испытая давление со стороны японских властей, заставлявших писателя создавать произведения в прояпонском духе, в 1942 году Хван Сун Вон удаляется к себе на родину и предпочитает молчать. В эти годы он пишет ряд произведений, в том числе рассказы "Гусь", "Больная бабочка", "Старый гончар", однако ни одно из них не было опубликовано. Выпуск его рассказов возобновится в 1947 году уже после освобождения Кореи.
Хван Сун Вон был непосредственным свидетелем страданий корейцев, испытавших на себе гнёт колониализма, последствия идеологических конфликтов, гражданскую войну, индустриализацию и период военных диктатур. В своих произведения Хван Сун Вон стремился показать не только страдания, которым подвергся корейский народ, но и устойчивость духа корейского народа даже в трудные времена, а также проявления любви и сострадания в неожиданных обстоятельствах
Хван Сун Вон - автор не только сборников стихов, но и восьми романов. Писатель известен также тем, что отказался писать на японском языке (его первые стихи были написаны на корейском языке) Хван также является автором нескольких рассказов, наиболее известны среди них такие рассказы как "Звезда" (Byeol, 1941), "Старый Хван" (Hwang no-in, 1942), "Старый гончар" (Dokjinneun neulgeuni, 1950), "Аисты" (Hak, 1953) и "Ливень" (Sonagi, 1952).
В рассказе "Аисты" (Hak), Хван Сун Вон рассказывает историю двух друзей детства, оказавшихся в разных государствах после разделения страны. В рассказе "Ливень" (Sonagi) подчеркивается пафос и красота любви между двумя детьми. Дети часто появляются в  произведениях Хван Сун Вона как символы чистоты. Рассказ "Болото" (Neup) и "Звезда" (Byeol) также касается быстротечности детства.
Писать романы Хван Сун Вон начал в 1950-х годах. В 1960 году был опубликован роман "Деревья на склоне" (Namudeul bitare seoda, 1960), который показывает жизни трех солдат во время Корейской войны. Роман "Солнечный свет, лунный свет" (1962-65) посвящён жизни членов бывшего неприкасаемого класса в Сеуле. Роман "Движущийся замок" (1968-72) изображает сложный и проблематичный синтез западной и местной культуры в стремительно модернизирующейся Корее. Он также является одним из немногих произведений, демонстрирующих гендерное разделение ролей в корейском шаманизме.

### Переводы на русский язык
- Каиново семя, 2016 ISBN 978-5-88915-095-4